# Amanda Lind
Amanda Sofia Margareta Lind, född Johansson den 2 augusti 1980 i Uppsala domkyrkoförsamling, är en svensk miljöpartistisk politiker. Hon är sedan 2024 ett av två språkrör för Miljöpartiet. Hon var Miljöpartiets partisekreterare 2016–2019 och kultur-, demokrati- och idrottsminister 2019–2021. Hon är sedan 2022 riksdagsledamot.

## Biografi
Lind växte från tre års ålder upp i Luleå. Fadern Erik Hugo Johansson är präst och blev så småningom kyrkoherde i Sorsele församling, och modern Eva Bask Johansson är apotekare. Amanda Lind utbildade sig på psykologprogrammet på Umeå universitet och blev leg. psykolog 2009. Hon var barn- och ungdomspsykolog vid Västernorrlands läns landsting 2009–2011.  
Hon är gift med konstnären Björn Ola Lind och tillsammans har de tre barn.

## Politiskt engagemang
År 1999 blev Amanda Lind medlem i Miljöpartiet och var ledamot i Umeå kommunfullmäktige 2002 till 2004. Hon utsågs 2010 till språkrör för Miljöpartiet i Härnösand och 2012 till språkrör för Västernorrland. Mellan 2011 och 2014 var hon ordförande för samhällsnämnden i Härnösands kommun med ansvar för kultur-, miljö-, byggplan- och fritidsfrågor. Lind var kommunalråd och 1:e vice ordförande i kommunstyrelsen i Härnösands kommun 2014–2016 med ansvar för bland annat kultur, landsbygd, miljöstrategiskt arbete och demokratifrågor.
Mellan 2016 och 2019 var hon partisekreterare för Miljöpartiet.

### Kulturminister
Från januari 2019 till november 2021 var Lind kultur- och demokratiminister, med ansvar också för idrottsfrågor, tillika chef för kulturdepartementet i regeringen Löfven II och regeringen Löfven III.
Som kulturminister profilerade sig Lind i frågor som kulturens frihet, kulturskolan, mediepolitiken och nationella minoriteters rättigheter. Under hennes ministertid beslutades om produktionsincitament för film, en konsultationsordning för det samiska folket och en utredning om ett nytt mediestöd. Lind tillsatte även en utredning, gjord av Myndigheten för kulturanalys, som kom att leda till en bred diskussion om kulturpolitisk styrning och principen om armlängds avstånd.
När Lind skulle dela ut Tucholskypriset till den fängslade Gui Minhai hotade Kina att porta henne om hon medverkade vid prisutdelningen. Hon deltog ändå efter att ha uttalat att ”Vi har varit oerhört tydliga med att yttrandefrihet råder i Sverige. Vi förutsätter att Kina och Kinas ambassadör respekterar detta. För mig har det varit fullständigt självklart att vara här och dela ut priset."
Under coronaviruspandemin fick Lind först hård kritik följt av avgångskrav i en debattartikel signerad författaren Jonas Gardell i Expressen. Gardell menade bland annat att Lind inte försvarat kulturens villkor inom regeringen. Senare under pandemin presenterade Lind flera stora stöd- och återstartspaket till kulturlivet och idrotten. I slutet av pandemin var omdömet mer positivt där flera uttryckte att Lind hade stått upp för kulturen i en svår tid.
Amanda Lind avslutade sitt ministeruppdrag i november 2021 i samband med att Miljöpartiet lämnade regeringen efter att oppositionen vunnit en budgetomröstning.

### Mandatperiod 2022–2026
Vid valet 2022 blev Lind riksdagsledamot för Stockholms län. När riksdagen samlades valdes hon till ordförande i kulturutskottet. Hon lämnade den posten 2024 efter att hon valts till språkrör.

#### Språkrör
Den 29 februari 2024 meddelade Amanda Lind att hon kandiderar till att bli Märta Stenevis efterträdare som kvinnligt språkrör för Miljöpartiet. Lind ansågs vara förhandsfavorit till posten och blev den 7 april valberedningens förslag. Efter det hoppade de resterande kandidaterna av, vilket gjorde Lind till ensam kandidat inför den extrainsatta partikongressen den 28 april. Vid partikongressen valdes hon till nytt språkrör och leder sedan dess partiet tillsammans med Daniel Helldén.

## Bildgalleri

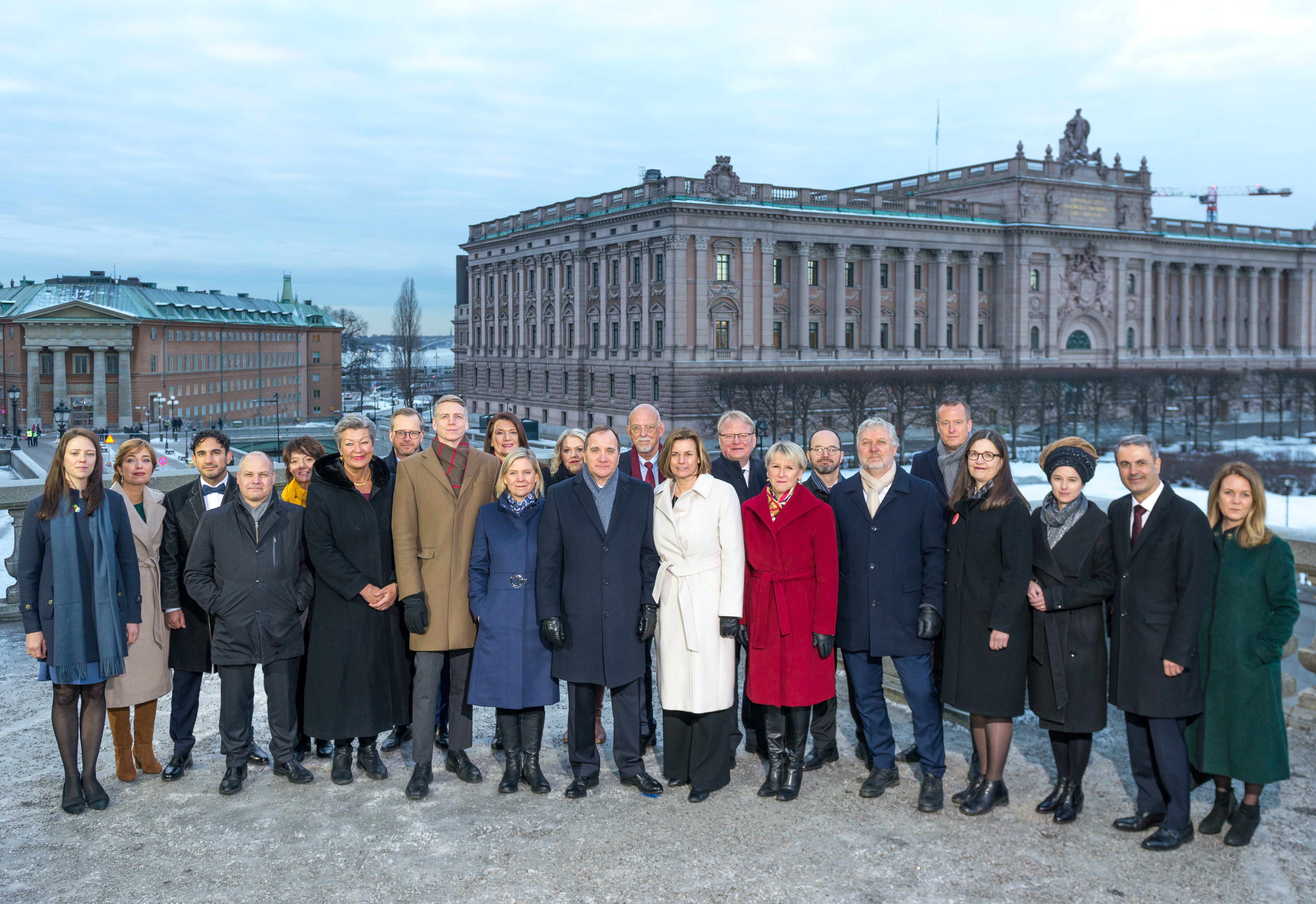
Amanda Lind (trea från höger) med den nytillträdda Regeringen Löfven II på Lejonbacken i januari 2019.
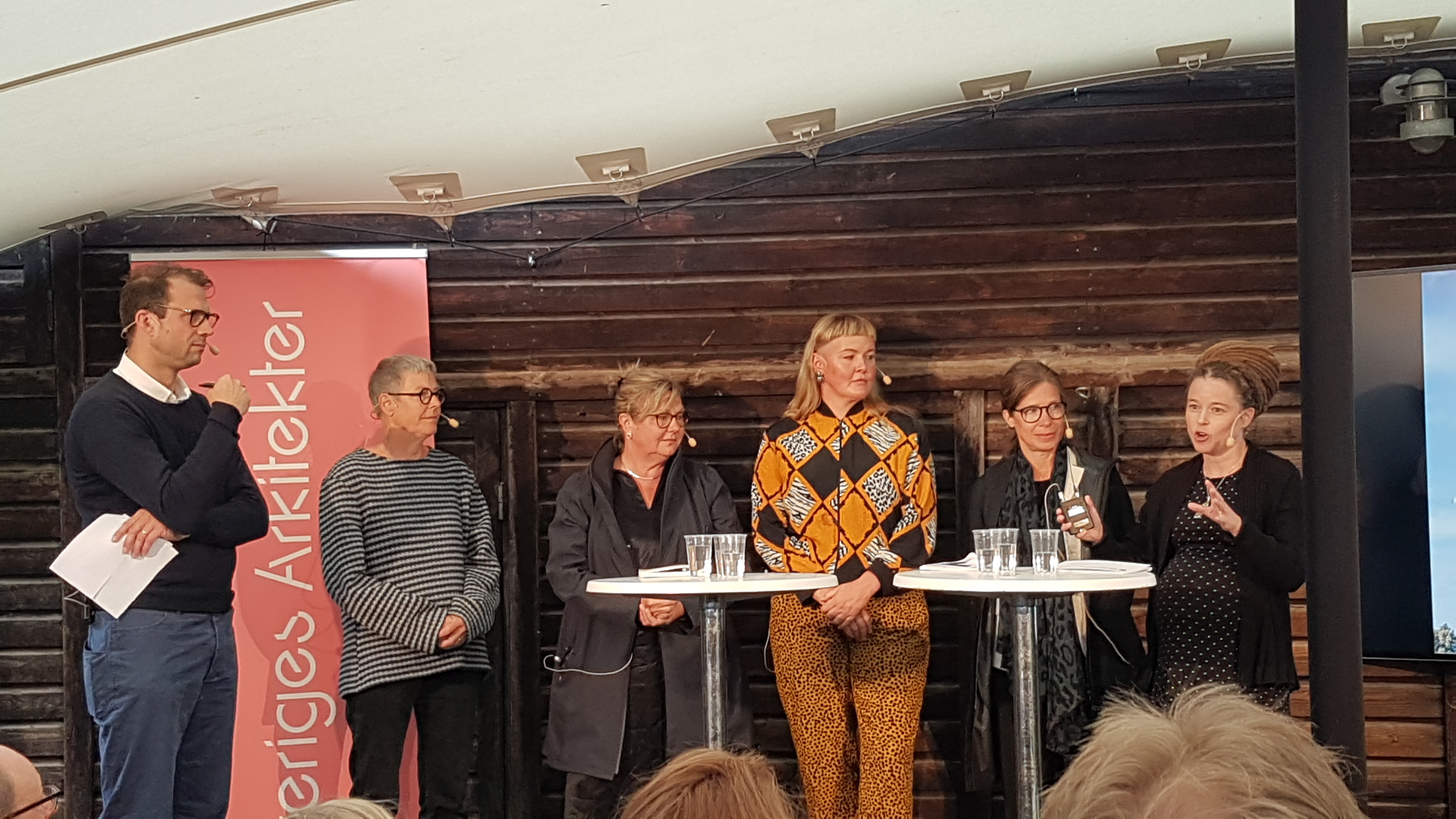
Amanda Lind under ett kulturpolitiskt samtal med Sveriges Arkitekter under Almedalsveckan 2019.
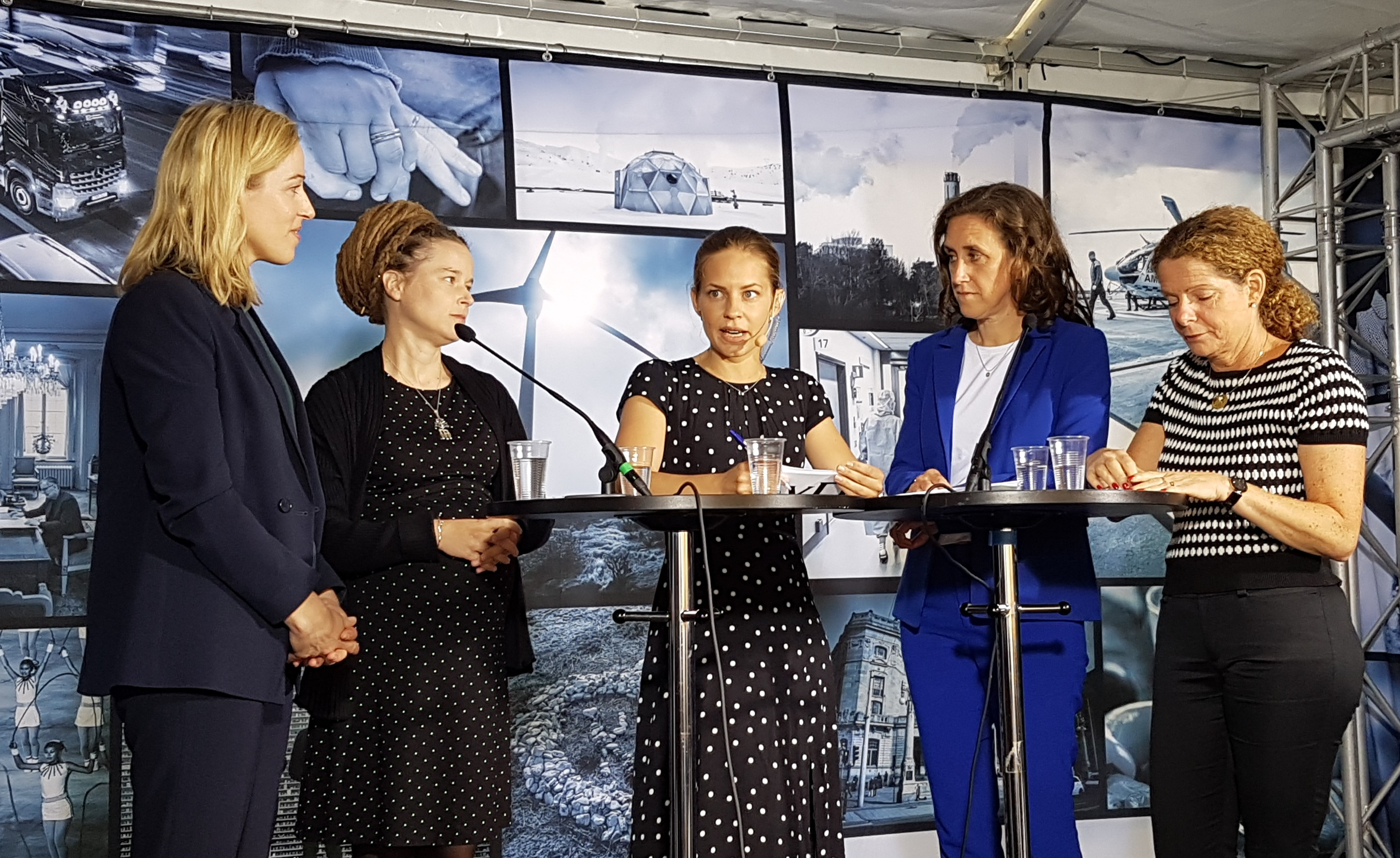
Amanda Lind under ett samtal om Public service med bland annat SVT:s vd Hanna Stjärne och SR:s vd Cilla Benkö.
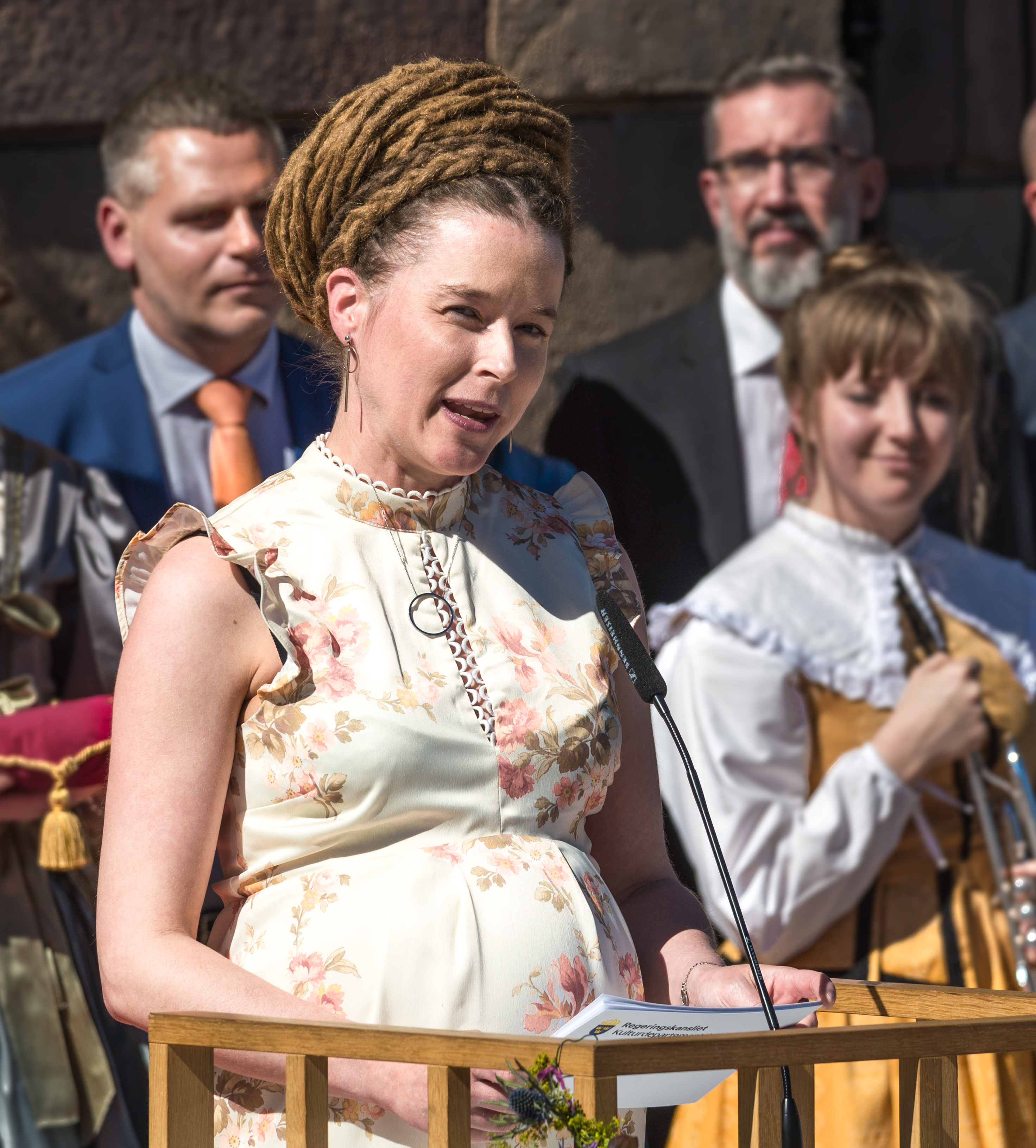
Amanda Lind nyinviger Livrustkammaren i Stockholm i juni 2019.
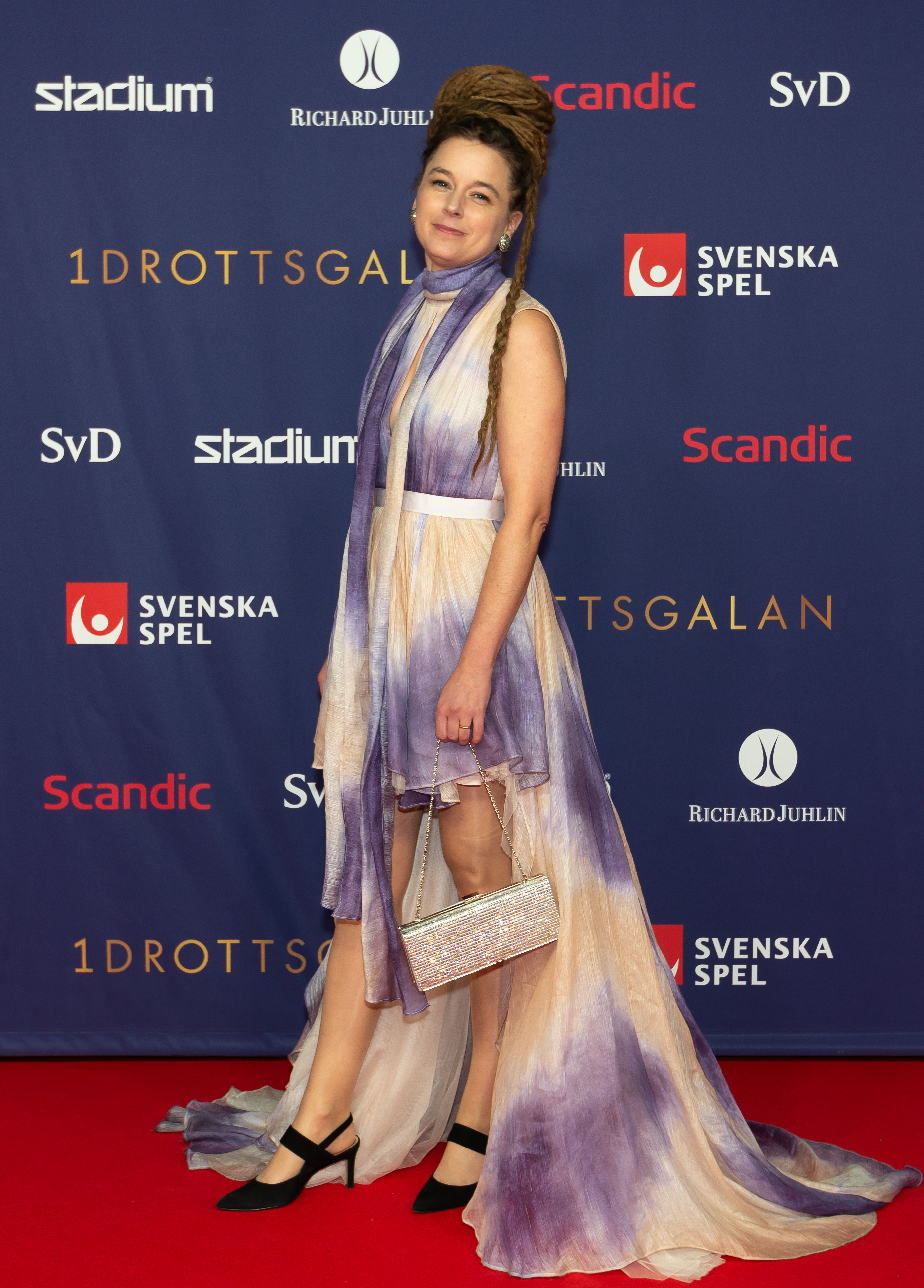
Amanda Lind på Svenska Idrottsgalan 2023.